# Jonas Flodager Rasmussen
Jonas Flodager Rasmussen (Viborg, 1985 –) dán énekes és színész. Ő képviselte Dániát a 2018-as Eurovíziós Dalfesztiválon, Lisszabonban, a Higher Ground című dallal.

## Élete
Rasmussen Viborgban született. Langå nevű kisvárosban én feleségével és két gyerekével. Tanulmányait az Aarhusi Egyetem dráma szakán végezte el. Tanárként dolgozik a vilborgi Előadóművészeti Iskolában és az aarhusi színház tankörében.

## Pályafutása
2018. januárjában a DR bejelentette, hogy Rasmussen is résztvevője a 2018-as Dansk Melodi Grand Prix-nek. A dalválasztó döntőjét február 10-én tartották, ahol az énekesnek sikerült győznie, így ő képviselte hazáját a 2018-as Eurovíziós Dalfesztiválon Lisszabonban. A május 10-i elődöntőből 5. helyen jutott tovább 204 ponttal. A május 12-i döntőben a szakmai zsűris szavazáson a huszadik, a telefonos szavazáson pedig az ötödik helyen végzett, így összesítésben 9. helyen zárt 226 ponttal, így Dánia 2013-as győzelme után ez számít a legjobb eredménynek 2014-gyel holtversenyben. 2019-ben Ő jelentette be a dán szakmai zsűri pontjait az Eurovíziós Dalfesztivál döntőjében.